# Condado de Roberts (Dakota del Sur)
El condado de Roberts (en inglés: Roberts County, South Dakota), fundado en 1883, es uno de los 66 condados en el estado estadounidense de Dakota del Sur. En el 2000 el condado tenía una población de 10 016 habitantes en una densidad poblacional de 2 personas por km². La sede del condado es Custer .

## Geografía
Según la Oficina del Censo, el condado tiene un área total de 2941 km² (1135,5 mi²), de la cual 2852 km² (1101,2 mi²) es tierra y 88 km² (34,0 mi²) es agua.

### Condados adyacentes
- Condado de Richland - norte
- Condado de Traverse - noreste
- Condado de Big Stone - sureste
- Condado de Grant - sur
- Condado de Day - suroeste
- Condado de Marshall - oeste

## Demografía
En el 2000 la renta per cápita promedia del condado era de $28 322, y el ingreso promedio para una familia era de $33 361. El ingreso per cápita para el condado era de $13 428. En 2000 los hombres tenían un ingreso per cápita de $25 516 versus $19 464 para las mujeres. Alrededor del 22.10% de la población estaba bajo el umbral de pobreza nacional.
| 1900   | 1910   | 1920   | 1930   | 1940   | 1950   | 1960   | 1970   | 1980   | 1990 | 2000   | Est. 2008 |
| ------ | ------ | ------ | ------ | ------ | ------ | ------ | ------ | ------ | ---- | ------ | --------- |
| 12 216 | 14 897 | 16 514 | 15 782 | 15 887 | 14 929 | 13 190 | 11 678 | 10 911 | 9914 | 10 016 | 9851      |

## Ciudades y pueblos
- Claire City
- Corona
- Hammer
- New Effington
- Ortley
- Peever
- Rosholt
- Sisseton
- Summit
- Victor
- White Rock
- Wilmot

## Mayores autopistas
| - Interestatal 29 - Carretera de U.S. 12 - Carretera Dakota del Sur 10 - Carretera Dakota del Sur 15 - Carretera Dakota del Sur 25 | - Carretera Dakota del Sur 106 - Carretera Dakota del Sur 109 - Carretera Dakota del Sur 123 - Carretera Dakota del Sur 127 |